# ジャン＝バティスト・リュリ

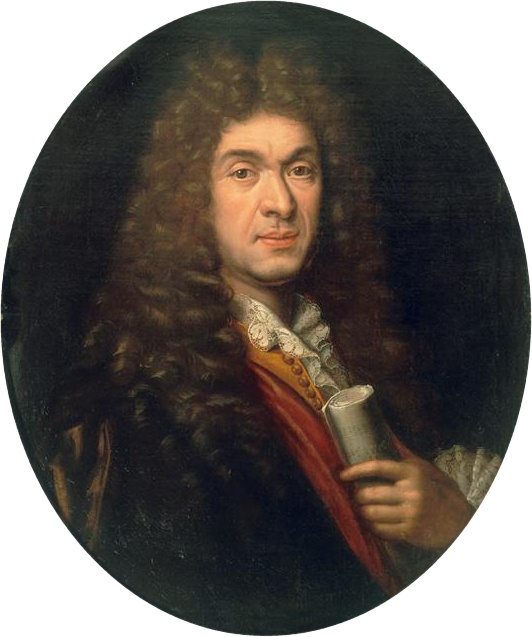
ジャン＝バティスト・リュリ
(画) ポール・ミニャール

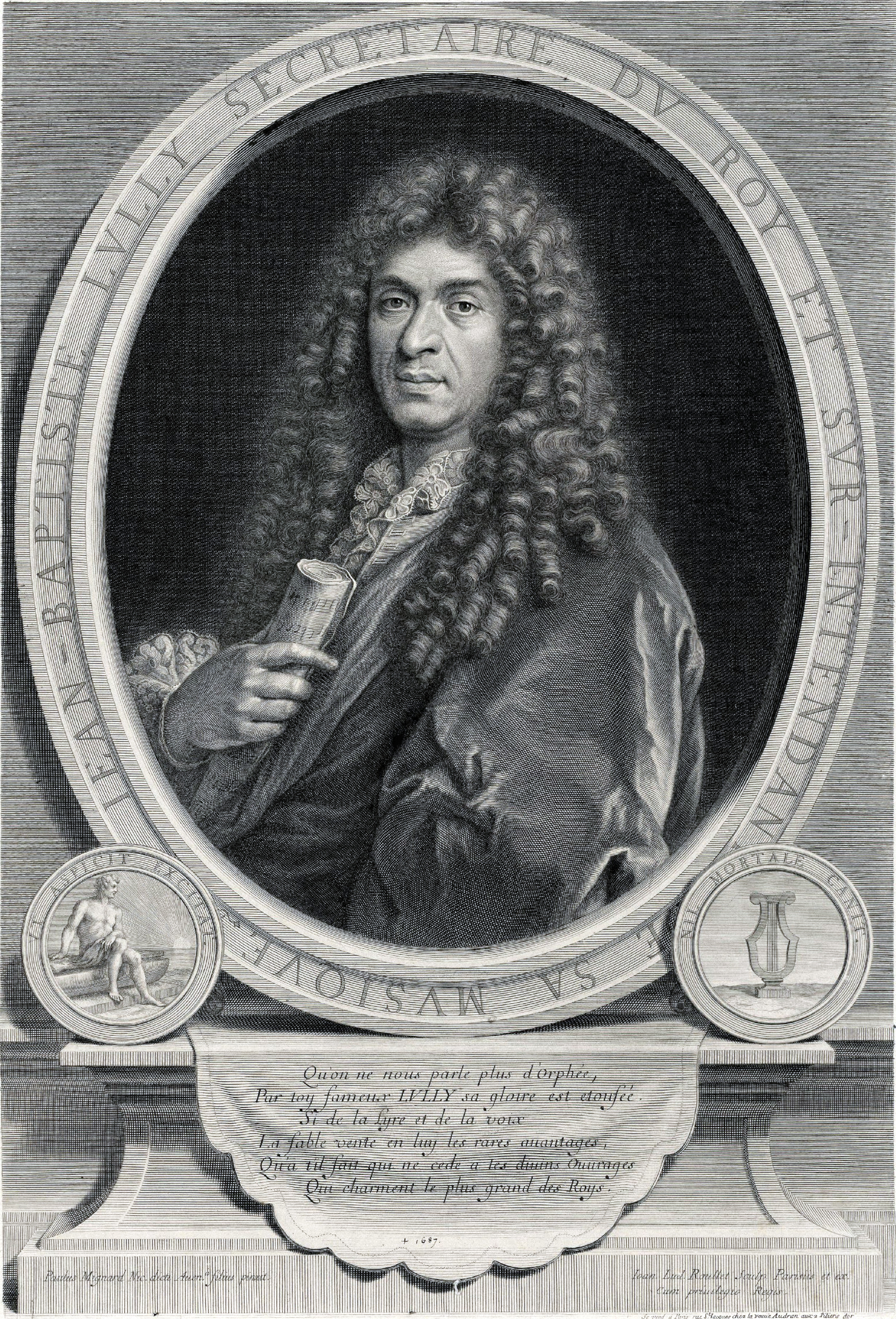
ジャン＝バティスト・リュリ
(画) ポール・ミニャール

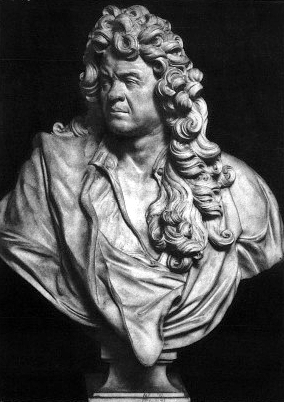
リュリ像
(作）アントワーヌ・コワズヴォ

リュリのサイン

ジャン＝バティスト・リュリ（Jean-Baptiste [de] Lully', 1632年11月28日 - 1687年3月22日）は、フランス王国盛期バロック音楽の作曲家。ルイ14世の宮廷楽長および寵臣として、フランス貴族社会で権勢をほしいままにした。元はジョヴァンニ・バッティスタ・ルッリ（Giovanni Battista Lulli）という名でイタリア人だったが、1661年にフランス国籍を取得した。

## 生涯
フィレンツェの粉挽き職人の家庭に生まれ、音楽の専門教育を含めて、ほとんど正規の教育は受けていなかったが、ギターやヴァイオリンなどの演奏を自ら習い覚えた。1646年にギーズ公の公子ロジェに見出されてフランスへと連れられ、ロジェの異父姉の娘アンヌ・マリー・ルイーズ・ドルレアン（グランド・マドモワゼル）のもとで下男として奉公する。のちにグランド・マドモワゼルから、その才能を認められて正式な音楽教育を受け、加えてニコラ・メトリュからは音楽理論も学んだ。しかし、グランド・マドモワゼルをバカにしたような言葉で詩を書き、解雇された。
その後1652年末から1653年初頭にかけて、『王の夜のバレ』 (Ballet royal de la Nuit) に出演すると、ルイ14世が彼の事を大層気に入り、やがて国王付き器楽曲作曲家に任命され、更に作曲家・踊り手として王に仕えるようになる。宮廷の弦楽合奏団「フランス王の24のヴィオロン」 （Les Vingt-quatre Violons du Roi、「大楽団」 Grande Bande とも呼ばれる）に参加し、また踊り手としても頭角を現して王と同じ場面で踊るようになるなど、この関係を通して王との親密な関係を築き上げていく。当時は、1つの大きな作品を複数の作曲家で兼担することが通常で、作曲家たちは演奏家としても「24のヴィオロン」に参加していたが、リュリはこの制御しがたい楽団を嫌い、王の勅許により自前の楽団「プティ・ヴィオロン」 (Petits Violons) を結成する。1656年の仮面舞踏会 "la galanterie du temps" では、全ての楽曲を彼が作曲した。
1650年代から1660年代にかけて、リュリは王のために多くのバレ音楽を作曲し、王と共に踊り手としても舞台に出演して、深い寵愛を受けた。1661年にルイ14世が親政を開始すると、彼は王の宮廷音楽監督 (surintendant de la musique de la chambre du roi) に任命され、これを受けて同年12月リュリはフランスに帰化する。1662年には、同僚のミシェル・ランベールの娘マドレーヌと結婚し、立て続けに6児（10児とも）をもうけた。1662年のリュリの婚約時には、王自らその契約書に署名するほどであった。
1660年および62年（ルイ14世の結婚の祝祭）にイタリアからピエトロ・フランチェスコ・カヴァッリが訪れオペラを作曲・上演すると、フランスの音楽界は大きく影響を受ける。リュリはカヴァッリの『セルセ』（Xerse、1660年）、『恋するヘラクレス』（1662年）の上演には付随のバレエ音楽を何曲か作曲しているが、この頃から様々な新しいジャンルの音楽にも手を広げていく。1664年からはモリエールの台本による「コメディ＝バレ」（舞踊喜劇）のための楽曲で大きな成功を収める。「二人のバティスト」と呼ばれた彼らの代表作には、『無理強いの結婚』（1664年）、『町人貴族』（1670年）などがあり、モリエールとリュリ本人の出演により王室の劇場にて上演された。更に聖堂付作曲家の地位は得られなかったものの、宗教曲も多数作曲し、広く人気を博した。
しかし、1670年ごろからパレ・ロワイヤルにおける興行収入のリュリへの未払い問題などを巡って、リュリとモリエールとの仲は険悪になっていく。また、リュリが成功しないと考えていたフランス語のオペラが、ピエール・ペラン（台本）とロベール・カンベール（作曲）によって成功すると、リュリは歌劇という新しいジャンルの可能性に目を向け直した。折しもルイ14世は1670年を最後に一切踊らなくなり、バレエへの関心は年を重ねると共に次第に薄れていった。1672年、リュリはペランから王立音楽アカデミー（いわゆるオペラ座）の上演権を買い取った。リュリのこうした行為には反発も多く、また費用が莫大であるにもかかわらず、王室の支援の対象ではなかった歌劇の上演には障害が多かったが、建築家カルロ・ヴィガラニ（Carlo Vigarani）と提携して自前の劇場を設立し、歌劇の上演にも熱心に取り組んだ。1673年初演の音楽悲劇『カドミュスとエルミオーヌ』は大成功を収め、王自ら観劇に訪れるほどであった。
1673年にモリエールが没すると、リュリはパレ・ロワイヤルの使用権を獲得し、他の劇団に対して踊り手の出演を禁じ、人声2声とヴァイオリン6本に制限するなどして、大規模作品の上演を独占していく。こういった強引な手法に対しては批判や暴漢による襲撃なども加えられたが、リュリの作品に満足した王により、以後の作品の初演は宮廷で行うこととなり、また王室からの財政支援も受けて、リュリは順調にトラジェディ・リリック（叙情悲劇）などと題された歌劇の作曲を進め、サン＝ジェルマン＝アン＝レーやフォンテーヌブローの王城で初演を重ねる。
ルイ14世のリュリへの寵愛は一向に衰えることがなく、そればかりか王太子の寵をも得るようになる。王はリュリを数少ない親友の一人と感じていたし、また宮廷生活の娯楽にリュリの存在が欠かせないと感じていた。1677年のリュリの長男の洗礼式では王自らが代父となり、王の名をその子に授けた。1681年には『町人貴族』再演でのリュリの演技が爆笑を誘い、これを機に彼はルイ14世の秘書官 （ conseiller secrétaire du roi） に任命される。これに伴い授爵も受け、これ以降はド・リュリ閣下（"Monsieur de Lully"）と名乗るようになった。更にリュリは興行主としての才能も発揮し、パレ・ロワイヤルでは立ち見を格安にする一方で高価な指定席も備え、また王から得た特権を元に台本や印刷譜の販売事業などからも莫大な印税を得た。パリだけでなく王土各地での公演を認可する権利を得て名声を高める一方で、それまで不仲であったジャン・ド・ラ・フォンテーヌやラシーヌからは台本を入手して作曲も行った。
一方でリュリはその放蕩でも悪名高かった。リュリの生涯は華々しい成功の連続であったが、強引な手法で敵を多く作っていたリュリには、かねてから両性愛の噂が絶えず、男女選ばぬ漁色行為を種に幾度かスキャンダルに見舞われていた。絶頂期にあった1685年、ついに王の小姓のブリュネとの男色関係が王の耳に入ることになる。このころルイ14世はマントノン侯爵夫人の影響や外交上の理由などから宗教道徳を重視するようになっており、リュリはこの男色関係により王の不興を買ってしまう。1686年の『アルミード』は宮廷での上演は行われず、パレ・ロワイヤルからの立ち退きも求められることになった。それでも王太子の寵は変わらず、リュリは王太子のための作品をいくつか作曲したが、結局、往年のルイ14世からの寵愛がもどることはなかった。
1687年1月8日、リュリはルイ14世の病気快癒を祝して『テ・デウム』を指揮した。当時の習慣に従って、長くて重い杖を指揮棒として使い、それで床を打ってリズムをとっていたのだが、誤って足を勢いよく強打し、傷口には大きな膿瘍が出来た。やがてそこから酷い壊疽を起こして、3月22日に急死した。最後のオペラ『アシールとポリュクセーヌ』は未完成のまま残された。臨終の床で「いざ死すべし、なんじ罪びとよ Bisogna morire, peccatore 」と書き残したと言い伝えられている。

## 音楽
音楽史の観点からリュリは、バロック音楽中期（1650年～1700年）に属す。通奏低音が曲の推進力となる典型的なバロック様式の音楽を構築し、その後のフランスのバロック音楽に深く影響を残した。また、リュリの音楽は、速い楽章の快活さや、悲しげな楽章における情緒性を兼ね備え、幅広い表現でも名高い。特にコメディ・バレやトラジェディ・リリックのクライマックスで多用されるパッサカーユやシャコンヌは人気があり、例えば『アルミード』のパッサカーユにはジャン＝アンリ・ダングルベールの編曲なども残されている。宗教曲の分野でも、たとえば宰相セキエ（Sequier）の葬送音楽『われを憐れみたまえ』（Miserere）は称賛を受けた。
リュリの影響力は、宮廷舞曲そのものの様式にも急激な革命をもたらした。それまで支配的だった緩やかで荘重な動きに代わって、急速な動きの舞曲をリュリが採り入れたからである。リュートやクラヴサンを始めとする器楽曲の発展も重なり、ブレ、ガヴォット、ジーグ、パスピエ、メヌエット、サラバンド、シャコンヌなど新しい舞曲が流行する一方で、中世からルネサンスを経て受け継がれてきたいくつかの舞曲は流行おくれとなって廃れ、生き残ったものも、例えばアルマンドは2拍子から4拍子にかわるなど、前世紀とは性格的な違いを示すようになった。
リュリは管弦楽曲の作曲にも重大な変革を引き起こし、いくつかの新しい楽器をオーケストラに採り入れている。弦楽器の弱音器使用の指示を楽譜に書きこんだのも、一説ではリュリが最初とされる。フランス風序曲の構成（壮麗な2拍子の行進曲調の導入部と、より対位法的な、普通は3拍子の主部との組み合わせ）は、リュリによって確立された。

## リュリの主要作品
初期の作品には残っていないものも多い。世俗曲はおおむね1650年代から60年代はバレ、60年代後半はコメディ・バレ、1670年代から80年代はトラジェディ・リリックが作曲の中心となった。

### バレ
- アルシディアーヌ Alcidiane (1658年):台本イザーク・ド・バンスラード。
- 戯れ言 La Raillerie (1659年):台本バンスラード。
- 焦り L'Impatience (1661年):台本バンスラードとフランチェスコ・ブティ
- 四季 Les Saisons (1661年) LWV 15:台本バンスラード。
- 衣装転売 La Revente des habits (1661年):台本バンスラード。コメディも含む。
- 美術 Les Arts (1663年):台本バンスラード。
- 村の結婚 Les Noces de village (1663年):台本バンスラード。
- 身をやつしたアムールたち Les Amours desguisés (1664年):台本プレジドン・ド・ペリニ（Président de Périgny）
- アルシーヌの宮殿 Palais d'Alcine (1664年):「魔法の島の悦び」の3日目のため。
- ヴィーナスの誕生 La Naissance de Vénus (1665年):台本バンスラード。
- 親衛隊または田園の甘美 Les Gardes ou Les délices de la campagne (1665年):ヴィルデュ夫人（Marie-Catherine de Villedieu）の悲劇『寵臣』のための楽曲。
- フォンテーヌブローの小舞踊 Petit Ballet de Fontainebleau (1665年)
- ミューズ神たち Les Muses (1666年):台本バンスラード。
- 謝肉祭、またはヴェルサイユの仮面舞踏会 Le carnaval, ou Mascarade de Veresailles (1668年):台本バンスラード。
- 花の女神 Flore (1669年):台本バンスラード。
- 青春 La Jeunesse (1669年)
- ピュティアの遊び Les Jeux pythiens (1670年)
- アムールの勝利 Le Triomphe de l'amour (1681年）:台本バンスラードとフィリップ・キノー。
- 平和の殿堂 Le Temple de la paix (1685年):台本キノー。

### 劇中曲
- ペレとテティスの婚礼 Le nozze di Peleo e di Theti / Les Noces de Pélée et de Thétis (1654年):カルロ・カプローリの作品。
- セルセ Xerxes (1660年) :ピエトロ・フランチェスコ・カヴァッリの作品の追加曲。
- 恋するヘラクレス Ercole Amante / Hercule amoureux (1662年):同上。台本バンスラード。
- オイディプス Oedipe (1664年):ピエール・コルネイユの作品。

### コメディ＝バレ
台本はいずれもモリエール。
- ヴェルサイユの即興劇 L'Impromptu de Versailles (1663年):正確にはコメディ。
- 無理強いの結婚 Le Mariage forcé (1664年)
- エリードの姫君 La Princesse d'Elide (1664年)
- 恋する医者 L'Amour médecin (1665年)
- 田園喜劇 Pastorale Comique (1667年)
- シチリアの男、または恋する画家 Le Sicilien, ou L'amour peintre (1667年)
- ジョルジュ・ダンダン Georges Dandin (1668年):ディヴェルティスマン「ヴェルサイユの大いなる愉しみ」 Le Grand Divertissement de Versailles 含む。
- プルソニャック殿 Monsieur de Pourceaugnac (1669年):ディヴェルティスマン「シャンボールのディヴェルティスマン」 Le Divertissement de Chambord (1669年) 含む。
- 尊大な愛人 Les Amants Magnifiques (1670年):ディヴェルティスマン「王宮の娯楽」 Le Divertissement Royal (1670年) 含む。
- 町人貴族 Le Bourgeois Gentilhomme LWV 43 (1670年):諸国民のバレ Ballet des Nations 含む。
- デスカルバニャス公妃 La Comtesse d'Escarbagnas (1671年):アントレのために「バレのバレ」（Ballet des ballets）を提供。

### 抒情悲劇
リュリは、イタリア様式のオペラがフランス語には不似合いなことを悟って、フランス語オペラ（抒情悲劇 tragédie lyrique または、音楽悲劇tragédie en musique）を創り出した。イタリア方式のレチタティーヴォとアリアの分離を止めて、その2つを融合させ、フランスの観客の趣味によりなじみ易いように物語の展開を速めたのである。気心の知れた詩人フィリップ・キノーを台本作家に得て、リュリは数々の歌劇作品を作曲し、熱狂的な歓迎を受け続けた。
- カドミュスとエルミオーヌ Cadmus & Hermione (1673年):台本フィリップ・キノー。オウィディウスの『変身物語』による。
- アルセスト、またはアルシードの勝利 Alceste ou le Triomphe d'Alcide (1674年):台本キノー。エウリピデスの『アルケスティス』による。
- テセウス Thésée (1675年):台本キノー。『変身物語』による。
- アティス Atys (1676年):台本キノー。オウィディウスの『祭暦』による。
- イシス Isis (1677年):台本キノー。『変身物語』による。弟子で当時の秘書であったジャン＝フランソワ・ラルウェットは音楽の大部分が自分の作品だと発言し、それが元で秘書を失職した。
- プシシェ Psyché (1678年):台本トマ・コルネイユとベルナール・フォントネル。アプレイウスの『黄金のロバ』による。1671年に同名のトラジェディ＝バレあり。 Choeur des divinités de la terre et des eaux, from Psyché (1678) - Midi file[ヘルプ/ファイル]
- ベレロフォン Bellérophon (1679年):台本コルネイユとフォントネル。ヘシオドスの『神統記』による。
- プロセルピーヌ Proserpine (1680年):台本キノー。『変身物語』による。
- ペルセウス Persée (1682年):台本キノー。『変身物語』による。
- ファエトン Phaëton (1683年):台本キノー。『変身物語』による。
- アマディス Amadis (1684年):台本キノー。ガルシ・ロドリゲス・デ・モンタルポ作・ニコラ・エルベレ・デ・エッサール翻案の『ガリアのアマディス』による。
- ロラン Roland (1685年):台本キノー。ルドヴィーコ・アリオストの『狂えるオルランド』による。
- アルミード Armide (1686年):台本キノー。タッソの解放されたエルサレムによる。
- アシールとポリュクセーヌ Achille et Polyxèn" （未完）:台本キノー。ホメロスのイリアスによる。パスカル・コラッスの補筆により1687年初演。

### その他
- ディヴェルティスマン
  - 「魔法の島の悦び」の初日のためのディヴェルティスマン Les Plaisirs de l'île enchantée (1664年)
  - 平和の牧歌 Idylle sur la Paix (1685年):台本ラシーヌ。
- 牧歌劇（エグログ Églogues）
  - ヴェルサイユの洞窟 La Grotte de Versailles (1668年):台本キノー。
- 舞踏悲劇（トラジェディ＝バレ）
  - プシシェ Psyché (1671年):台本モリエール・トマ・コルネイユとベルナール・フォントネル。アプレイウスの『黄金のロバ』による。
- 牧歌劇（パストラル）
  - アムールとバッカスの祭典 Les Fêtes de l'Amour et de Bacchus (1672年):台本キノー。モリエール・リュリのコメディ・バレからの抜粋。
  - アシスとガラテア Acis et Galatée (1686年):Pastorale-héroïque（英雄牧歌劇）と名付けられる。台本ジャン・ガルベール・ド・カンピストロン。オウィディウスの『変身物語』による。

### 宗教曲

#### グラン・モテ
室内編成または標準編成のオーケストラが声楽を伴奏するモテット
- 神をほめたたえよ Jubilate Deo (1660年)
- おお信仰の涙 O Lachrymae Fideles (1664年)
- われを憐れみたまえ Miserere (1664年)
- 手を打ち喜べガリアの国よ Plaude Laetare Gallia (1668年)
- テ・デウム Te Deum (1677年)
- 深き淵より De Profundis (1683年)
- 怒りの日 Dies Irae (1683年)
- （詩篇第19番） Exaudiat te Dominus (1683年)
- 人々は泣き叫ぶかのごとく Quae Fremuerunt (1685年)
- 祝むべきかな Benedictus (1685年)

#### プチ・モテ
オルガン（と通奏低音楽器）のみが声楽を伴奏するモテット
- キリストの御霊よ Anima Christi
- めでたし天の贈り物 Ave Coeli munus
- 主は言われた Dixit Dominus
- 主よ統べたまえ Domine Salvum Regem
- 神よ、わが叫びを聞きたまえ Exaudi Deus
- しもべらよ、主を称えよ Laudate Pueri
- おお、いとも甘美なる主 O Dulcissime
- 諸人よ Omnes Gentes
- おお叡智よ O Sapientia
- 天の后妃 Regina Coeli
- めでたし天の后妃 Salve Regina

### 偽作・臆測
英国国歌の旋律や、フランス民謡「月の光に」の原型を作曲したのがリュリだと言われることもある。

また、「リュリのガヴォット」として知られる楽曲は、マラン・マレーのヴィオール曲集第1巻（1686年出版）の24曲目「ロンド」が誤って伝承されたものである。

この他、ジャン＝バティスト・ルイエのチェンバロ曲がリュリの作と混同され、その一部が「リュリのジーグ」などの名前で紹介されることがある。

## 関連作品
- 映画『王は踊る』（原題 Le Roi danse） ジェラール・コルビオ監督、2000年。